# Fernando Julian
Fernando Julián-Labraña, kortweg Fernando Julian, is een Antilliaans architect, vooral gekend voor zijn restauratiewerkzaamheden op de Nederlandse Antillen. Hij kreeg in 1986 de Cola Debrotprijs toegekend.

## Architectuur

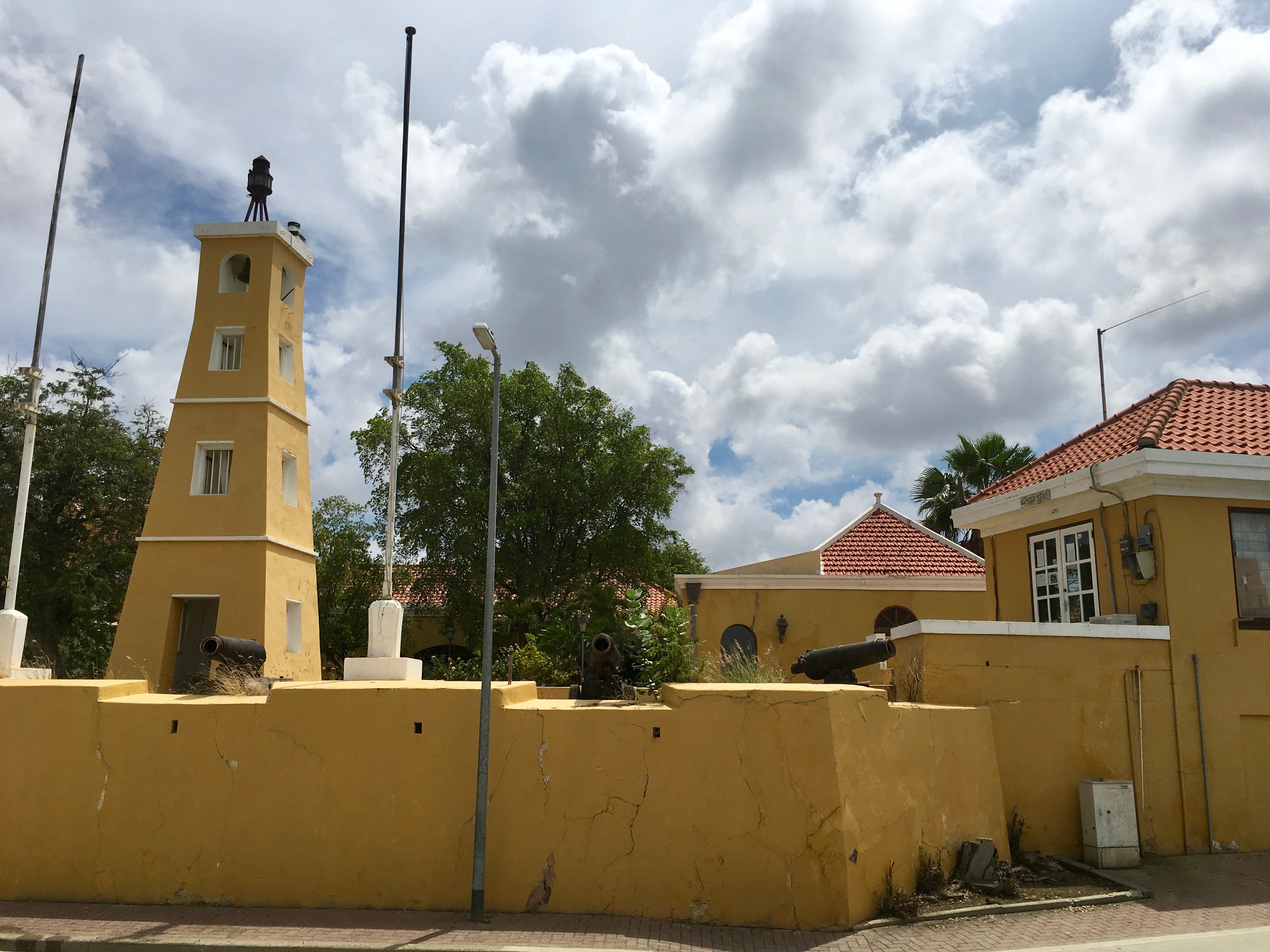
Fort Oranje (Bonaire)

Met Hendrik Johan Nolte richtte Julian in 1974 het Architectenbureau Nolte & Julian nv op. In 1980 ging hij een samenwerking aan met Eljoub nv. Zijn oeuvre omvat met name de restauratie van Fort Oranje (1988), een voormalige politiewacht in Bonaire en de restauratie van gebouwen in Slagbaai (1989), eveneens op Bonaire.
Hij was in 1982 voorzitter tijdens de vergadering van de Caribische monumentenzorg (Carimos) op Bonaire en in de jaren 1990 maakte Julian deel uit van de dienst Ruimtelijke Ontwikkeling en Volkshuisvesting (DROV) op Curaçao.
Ondanks de hoge kwaliteit van zijn ontwerpen was Julian volgens Lobo (2010) niet in staat een algemeen publiek bewustzijn voor goed architectuur te creëren.

## Culinair
In zijn vrije tijd is Julian een verdienstelijke kok. Toen restaurant La Bistroëlle in Willemstad een attractie begon waarbij keukenhobbyisten hun culinaire ideeën konden uitwerken, was Julian de eerste kandidaat die er een viergangenmenu mocht klaarmaken.

## Meer lezen
- Julian-Boutmy Marion (1991), F. (Fernando) Julián-Labraña architect B.N.A. (Antillen), eigen uitgave.